# كوي... ميل غايا
وجدت أحدأ ما (بالإنجليزية: Koi... Mil Gaya)، هو فيلم خيال علمي بوليوودي صدر عام 2003 ومن إخراج راكيش روشان (الذي ظهر في الفيلم أيضاً ظهوراً مقتضباً) ومن بطولة كل من هريثيك روشان، بريتي زينتا، وريخا في الأدوار الرئيسية.
تم الإفراج عن الفيلم في 8 أغسطس 2003 وقد تم تصوير مشاهده في كاساوالي، نانيتال، بهيمتال في الهند بالإضافة إلى بعض المشاهد في كندا.
تم عرض الفيلم في مهرجان القدس السينمائي وفي مهرجان نات فيلم في الدانمارك. تم إنتاج فيلمين كتتمة لهذا الفيلم وهما كريش عام 2006 وكريش 3 عام 2013، كما تم إنتاج مسلسل أنيميشن حول شخصيات الفيلم بعنوان J Bole Toh Jadoo وتم عرضه على قناة نكلوديون (الهند).
فكرة الفيلم تتشابه مع كل من الفيلم الهوليوودي إي تي الذي صدر عام 1982، وقصة فيلم The Alien التي كتبها المخرج الهندي ساتياجيت راي عام 1960 والتي يقال أن فيلم إي تي نفسه مستوحى منه.

## طاقم الممثلين
- هريثيك روشان بدور روهيت ميهرا
- بريتي زينتا بدور نيشا
- ريخا بدور سونيا ميهرا
- راكيش روشان بدور سانجاي ميشرا
- بريم تشوبرا بدور هاربانس ساكسينا
- راجات بيدي بدور راج ساكسينا
- جوني ليفر بدور تشيلارام سوخواني
- موكيش ريشي بدور المفتش خورشيد خان
- ميثيليش تشاتورفيدي بدور معلم الكومبيوتر
- أنوج بانديت، موهيت ماكاد، جاي تشوكسي، أومكار بوروهيت، هانسيكا موتواني، برانيتا بيشنوي بأدوار "الأطفال الستة"

## القصة
قام عالم الفضاء الدكتور سانجاي ميهرا بابتكار حاسوب يُرسل من خلاله أشكالاً متنوعة من المقطع الصوتي "أوم" (Om) إلى الفضاء، أملاً في جذب حياة فضائية. عند تلقيه ردًا، سخِر منه زملاؤه وأثناء عودته هو وزوجته الحامل إلى المنزل، ظهرت صحن فضائي فوقه مباشرةً بعد أن ردت على إشاراته من حاسوبه. وبسبب تشتت انتباهه، يتعرض لحادث سير مميت حيث يموت تنفجر السيارة وهو داخلها بينما تُصاب زوجته الحامل سونيا، ويولد ابنهما روهيت بإعاقة في النمو الذهني بسبب الحادثة. تكتشف سونيا أن الجراحة هي العلاج الوحيد لإعاقة روهيت، لكنها قد تُسبب له الشلل أو الموت. رافضةً خسارة ابنها، تربيه في بلدة كاساولي.
بعد سنوات، ما زال روهيت - الذي كبر - تلميذ في المدرسة الإبتدائية بسبب إعاقته الذهنية، وقد كوّن صداقات مع ستة أطفال. تصل شابة تُدعى نيشا إلى البلدة، وتكون في البداية غير مراعية لمشاعره بسبب ألعابه الطفولية العملية التي يلعبها عليها، وأيضًا لجهلها بحالته العقلية. صديقها راج، الذي كان زميلًا سابقًا لروهيت، يقوم مع عصابته بمهاجمة روهيت وكسر سكوتر الخاص به؛ فتُعاتبهم سونيا على اعتدائهم وتوضح لنيشا حالة روهيت. مدركةً خطأها، تهدي نيشا روهيت دراجة هوائية وتقدمه لوالديها اللذين يتعاطفان معه. يطلب روهيت من نيشا (اللذين أصبحا صديقين) أن تعلمه الحاسوب ويريها حاسوب سانجاي القديم، ويستدعي روهيت الفضائيين عن غير قصد. يأتي الفضائيون إلى البلدة وسط ذهول أهل البلدة من الصحن الطائر الضخم وسرعان ما يغادر الفضائيون، تاركين عن طريق الخطأ أحد أفراد مجموعتهم خلفهم. يصادف روهيت الفضائي ولا يتعرف عليه ثم يصادفه هو ونيشان وينقذونه من الكلاب ويضعونه في منزل روهبت لأن السلطة والباحثين يبحثون عنه وأخير يصادفه أصدقاء روهيت الصغار و ويسمي روهيت ورفاقه الفضائي "جادو" ذو القدرات النفسحركية.
يستاء راج من تقارب نيشا وروهيت، فيتنمر عليه وينشر إشاعةً عن زواجه القادم من نيشا. تُغضب الإشاعة نيشا وروهيت، الذي يشعر بالألم لأنه ظن أن نيشا حبيبته. يكتشف جادو إعاقة روهيت ويستخدم قواه المشتقة من ضوء الشمس لتعزيز قدراته العقلية والفكرية. وفي صباح اليوم التالي، يصبح نظر روهيت واضحًا؛ وهو طالب في الصف السابع، ثم يحل مسألة رياضيات من منهج الصف العاشر شفهيًا (مُفاجئًا معلم الرياضيات ومدير المدرسة)، ويجيب أيضًا على معلم الحاسوب الذي كان دائمًا يعنفه بسبب إعاقته، كما يتصدى عن غير قصد لعصابة راج ويفهم أن نيشا لا تريد الزواج من راج ويتصالحان.تكتشف سونيا أم رهيت الفضائي وتخاف على ابنها منه وعندما أرادت استدعاء الشرطة من خلال الهاتف يتصل مدير المدرسة بها ويخبرها بأن ابنها أصبح ذكيا وسيتم نقله لصف العاشر، بخير روهيت أمه بأن السبب هو الفضائي فتعانق الفضائي الذي عالج ابنها وتصبح صديقة له.
تزداد قدرات روهيت الجسدية إلى مستويات خارقة. تتحدى عصابة راج روهيت وعصابته في مباراة كرة سلة. يسجل روهيت عدة أهداف، لكن عصابة راج تبدأ بالغش؛ وعندما تشرق الشمس، يساعد جادو مجموعة روهيت على الفوز بالمباراة. يعترف روهيت بحبه لنيشا وتبادله المشاعر. تواجه عصابة راج مجموعة روهيت بسبب مباراة السلة. أثناء هروبهم، يسقطون جادو عن طريق الخطأ. يرى الشرطي شيلارام سوكواني جادو داخل حقيبة فيستدعي التعزيزات بقيادة المفتش خورشيد خان، يقبضون على الحقيبة؛ لكن روهيت يأخذها منهم في أخر لحظة.يواجه روهيت عصابة راج ويفوز عليهم في القتال، يصل رجال الشرطة. يمسكون الحقيبة التي يجدون فيها القش؛ فقد حيث هرب جادو ووضع القش فيها عندما كان شيلارام يستدعي الضباط الآخرين.
يشك خورشيد في روهيت، فيواجهه في منزله مع ضباط آخرين. تهاجم الشرطة روهيت وتعنفه وتصادر منه جادو بينما تترك روهيت مغميا عليه. عند استيقاظه، يلحق روهيت بشاحنات الشرطة في الوقت المناسب لإنقاذ جادو من إرساله إلى دلهي ومن ثم إلى الولايات المتحدة. يعود الطبق الطائر بعد استدعاء رهويت لهم بحاسوب والده، ويودع روهيت جادو بقلب حزين ( قلب حزين من الفراق وأخر من كلام جادو أن قوة روهيت ستغادر مع جادو). عند مغادرة جادو، يعود روهيت إلى حالته العقلية والجسدية السابقة؛ مما يُنقذه من ملاحقة الحكومة له، وتُهنئه بلدته على أفعاله وانسانيته اتجاه جادو.
في وقت لاحق، تتحرش عصابة راج بروهيت مرة أخرى وتُهين نيشا أيضًا، متحدية إياه أن يركل كرةً تجاههم. فيركل روهيت الكرة بغضب على وجه راج ويدرك أن جادو قد أعاد له قواه الخارقة بشكل دائم. يشكر روهيت ونيشا جادو، ويتزوجان.

## وصلات خارجية
- الموقع الرسمي
- كوي... ميل غايا على موقع IMDb (الإنجليزية)
- كوي... ميل غايا على موقع روتن توميتوز (الإنجليزية)
- كوي... ميل غايا على موقع نتفليكس (الإنجليزية)
- كوي... ميل غايا على موقع Turner Classic Movies (الإنجليزية)
- كوي... ميل غايا على موقع أول موفي (الإنجليزية)
- كوي... ميل غايا على موقع بوكس أوفيس موجو (الإنجليزية)
- كوي... ميل غايا على موقع فيلمافينيتي (الإسبانية)
- كوي... ميل غايا على موقع قاعدة بيانات الفيلم (الإنجليزية)
- كوي... ميل غايا على موقع ليتربوكسد (الإنجليزية)
- كوي... ميل غايا على موقع كينوبويسك (الروسية)